# 15569 Feinberg
15569 Feinberg è un asteroide della fascia principale. Scoperto nel 2000, presenta un'orbita caratterizzata da un semiasse maggiore pari a 2,2450619 UA e da un'eccentricità di 0,1842876, inclinata di 1,76022° rispetto all'eclittica.